# Lijst van Toki Pona-woorden
Dit is een lijst van woorden in het Toki Pona, een kunstmatige taal met heel weinig woorden. De taal gebruikt een klein aantal woorden, dus mensen moeten woorden combineren om ingewikkeldere dingen te zeggen.
De woorden kunnen fungeren als zelfstandige naamwoorden, werkwoorden of een ander deel van de spraak. Sprekers halen betekenis uit de context.
In Toki Pona zijn er 120-137 hoofdwoorden die nimi pu worden genoemd, er zijn enkele zeldzame woorden die nimi ku worden genoemd. Tussen toen en de publicatie van het Toki Pona Woordenboek werden verschillende aantallen gegeven voor het aantal woorden in het voormalige (nimi pu, "woorden van Toki Pona: De Taal van het Goede"), variërend tussen 120 en 125. Het Toki Pona Woordenboek voegde 16 nieuwe "essentiële" woorden toe (nimi ku suli, "belangrijke woordenboekwoorden"), en vermeldt op de achterkant dat er in totaal 137 zijn. Het bevat ook verschillende minder gebruikte woorden (nimi ku pi suli ala, "niet-belangrijke woordenboekwoorden"). Hoewel er veel andere woorden in de taal voorkomen, zijn deze meestal oud en ouderwets en gebruiken niet veel mensen ze.
| Toki Pona-woord | Engelse vertaling                                                                    | Nederlandse vertaling                                                                      | sitelen pona                    | sitelen sitelen |
| --------------- | ------------------------------------------------------------------------------------ | ------------------------------------------------------------------------------------------ | ------------------------------- | --------------- |
| a               | interjection                                                                         | tussenwerpsel                                                                              | a in sitelen pona               |                 |
| akesi           | lizard or reptile                                                                    | hagedis of reptiel                                                                         | akesi in sitelen pona           |                 |
| ala             | no, not, zero                                                                        | nee, niet, nul                                                                             | ala in sitelen pona             |                 |
| alasa           | hunt                                                                                 | jagen                                                                                      | alasa in sitelen pona           |                 |
| ale             | all, 100                                                                             | alles, 100                                                                                 | ale in sitelen pona             |                 |
| ali             | all, 100                                                                             | alles, 100                                                                                 | ale in sitelen pona             |                 |
| anpa            | down, lowly                                                                          | beneden, nederig                                                                           | anpa in sitelen pona            |                 |
| ante            | different, other                                                                     | anders, ander                                                                              | ante in sitelen pona            |                 |
| anu             | or                                                                                   | of                                                                                         | anu in sitelen pona             |                 |
| apeja           | (uncommon) shame, guilt                                                              | (ongewoon) schaamte, schuld                                                                | apeja in sitelen pona           |                 |
| awen            | enduring, wait, continue                                                             | volhouden, wachten, doorgaan                                                               | awen in sitelen pona            |                 |
| e               | direct object marker                                                                 | lijdend voorwerp marker                                                                    | e in sitelen pona               |                 |
| en              | and (only used between multiple subjects)                                            | en (alleen gebruikt tussen meerdere onderwerpen)                                           | en in sitelen pona              |                 |
| epiku           | (humorous) epic                                                                      | (humoristisch) episch                                                                      | epiku in sitelen pona           |                 |
| esun            | market, trade                                                                        | markt, handel                                                                              | esun in sitelen pona            |                 |
| ijo             | thing, object, matter                                                                | ding, object, zaak                                                                         | ijo in sitelen pona             |                 |
| ike             | bad, superfluous                                                                     | slecht, overbodig                                                                          | ike in sitelen pona             |                 |
| iki             | (archaic, obscure) he, she, it, they(zh)                                             | (archaïsch, obscuur) hij, zij, het, zij(zh)                                                |                                 |                 |
| ilo             | tool, device                                                                         | gereedschap, apparaat                                                                      | ilo in sitelen pona             |                 |
| insa            | inside, stomach                                                                      | binnenkant, maag                                                                           | insa in sitelen pona            |                 |
| jaki            | dirty, disgusting                                                                    | vies, walgelijk                                                                            | jaki in sitelen pona            |                 |
| jalan           | (uncommon) walk                                                                      | (ongewoon) lopen                                                                           |                                 |                 |
| jan             | person, human                                                                        | persoon, mens                                                                              | jan in sitelen pona             |                 |
| jasima          | (uncommon) reflection, mirror                                                        | (ongewoon) reflectie, spiegel                                                              | jasima in sitelen pona          |                 |
| jelo            | yellow, light green                                                                  | geel, lichtgroen                                                                           | jelo in sitelen pona            |                 |
| jo              | have, hold                                                                           | hebben, houden                                                                             | jo in sitelen pona              |                 |
| kala            | fish, sea creature                                                                   | vis, zeedier                                                                               | kala in sitelen pona            |                 |
| kalama          | sound, noise, recite                                                                 | geluid, lawaai, reciteren                                                                  | kalama in sitelen pona          |                 |
| kama            | come, become                                                                         | komen, worden                                                                              | kama in sitelen pona            |                 |
| kan             | (archaic, obscure) with, together                                                    | (archaïsch, obscuur) met, samen                                                            |                                 |                 |
| kapa            | (archaic, obscure) bump, hill(zh)                                                    | (archaïsch, obscuur) bult, heuvel(zh)                                                      |                                 |                 |
| kapesi          | (rare) brown, grey                                                                   | (zeldzaam) bruin, grijs                                                                    |                                 |                 |
| kasi            | plant                                                                                | plant                                                                                      | kasi in sitelen pona            |                 |
| ken             | can, possible                                                                        | kunnen, mogelijk                                                                           | ken in sitelen pona             |                 |
| kepeken         | using                                                                                | gebruikend                                                                                 | kepeken in sitelen pona         |                 |
| kijetesantakalu | raccoon                                                                              | wasbeer                                                                                    | kijetesantakalu in sitelen pona |                 |
| kili            | fruit, vegetable                                                                     | fruit, groente                                                                             | kili in sitelen pona            |                 |
| kin             | also, too                                                                            | ook, tevens                                                                                | kin in sitelen pona             |                 |
| kipisi          | cut, divide, part                                                                    | snijden, verdelen, scheiden                                                                | kipisi in sitelen pona          |                 |
| kiwen           | hard, solid, stone                                                                   | hard, solide, steen                                                                        | kiwen in sitelen pona           |                 |
| ko              | paste, powder                                                                        | pasta, poeder                                                                              | ko in sitelen pona              | lt=_(toki_pona) |
| kokosila        | (uncommon, humorous) speak another language when Toki Pona would be more appropriate | (ongewoon, humoristisch) een andere taal spreken wanneer Toki Pona toepasselijker zou zijn | kokosila in sitelen pona        |                 |
| kon             | air, spirit                                                                          | lucht, geest                                                                               | kon in sitelen pona             |                 |
| ku              | relating to Toki Pona Dictionary                                                     | betreffende Toki Pona Dictionary                                                           | ku in sitelen pona              |                 |
| kule            | color, painted                                                                       | kleur, geschilderd                                                                         | kule in sitelen pona            | lt=_(toki_pona) |
| kulupu          | group, community                                                                     | groep, gemeenschap                                                                         | kulupu in sitelen pona          | lt=_(toki_pona) |
| kute            | ear, hear, listen, obey                                                              | oor, horen, luisteren, gehoorzamen                                                         | kute in sitelen pona            | lt=_(toki_pona) |
| la              | (context phrase marker)                                                              | (context marker)                                                                           | la in sitelen pona              |                 |
| lanpan          | grab, seize, steal                                                                   | grijpen, pakken, stelen                                                                    | lanpan in sitelen pona          |                 |
| lape            | sleep, rest                                                                          | slapen, rusten                                                                             | lape in sitelen pona            | lt=_(toki_pona) |
| laso            | blue, green                                                                          | blauw, groen                                                                               | laso in sitelen pona            | lt=_(toki_pona) |
| lawa            | head, mind, control, lead                                                            | hoofd, geest, controle, leiden                                                             | lawa in sitelen pona            | lt=_(toki_pona) |
| leko            | block, square                                                                        | blok, vierkant                                                                             | leko in sitelen pona            |                 |
| len             | cloth, clothing, cover, privacy                                                      | doek, kleding, bedekken, privacy                                                           | len in sitelen pona             |                 |
| lete            | cold, cool, raw                                                                      | koud, koel, rauw                                                                           | lete in sitelen pona            |                 |
| li              | (predicate marker)                                                                   | aanduiding gezegde                                                                         | li in sitelen pona              |                 |
| lili            | small, little, young                                                                 | klein, weinig, jong                                                                        | lili in sitelen pona            |                 |
| linja           | line, string, hair                                                                   | lijn, draad, haar                                                                          | linja in sitelen pona           | lt=_(toki_pona) |
| lipu            | flat object, paper, document                                                         | plat voorwerp, papier, document                                                            | lipu in sitelen pona            |                 |
| loje            | red                                                                                  | rood                                                                                       | loje in sitelen pona            |                 |
| lon             | at, in, on, real, true, exist                                                        | bij, in, op, echt, waar, bestaan                                                           | lon in sitelen pona             |                 |
| luka            | hand, arm, five                                                                      | hand, arm, vijf                                                                            | luka in sitelen pona            |                 |
| lukin           | eye, see, look at, try                                                               | oog, zien, kijken naar, proberen                                                           | lukin in sitelen pona           |                 |
| lupa            | hole, door, orifice, window                                                          | gat, deur, opening, raam                                                                   | lupa in sitelen pona            |                 |
| ma              | land, earth, country                                                                 | land, aarde, land                                                                          | ma in sitelen pona              |                 |
| majuna          | (uncommon) old, ancient                                                              | (ongewoon) oud, antiek                                                                     | majuna in sitelen pona          |                 |
| majuna          | (uncommon) old, ancient                                                              | (ongewoon) oud, antiek                                                                     | majuna in sitelen pona          |                 |
| mama            | parent, ancestor, creator, caretaker                                                 | ouder, voorouder, schepper, verzorger                                                      | mama in sitelen pona            |                 |
| mama            | parent, ancestor, creator, caretaker                                                 | ouder, voorouder, schepper, verzorger                                                      |                                 |                 |
| mani            | money, wealth, cattle                                                                | geld, rijkdom, vee                                                                         | mani in sitelen pona            |                 |
| meli            | woman, female, feminine, wife                                                        | vrouw, vrouwelijk, vrouwelijk, echtgenote                                                  | meli in sitelen pona            |                 |
| meso            | average, medium                                                                      | gemiddeld, medium                                                                          | meso in sitelen pona            |                 |
| mi              | I, me, we, us                                                                        | ik, mij, wij, ons                                                                          | mi in sitelen pona              |                 |
| mije            | man, male, masculine, husband                                                        | man, mannelijk, mannelijk, echtgenoot                                                      | mije in sitelen pona            |                 |
| misikeke        | medicine, cure                                                                       | medicijn, genezing                                                                         | misikeke in sitelen pona        |                 |
| moku            | eat, consume, food                                                                   | eten, consumeren, voedsel                                                                  | moku in sitelen pona            |                 |
| moli            | dead, die, death, kill                                                               | dood, sterven, dood, doden                                                                 | moli in sitelen pona            |                 |
| monsi           | back, rear                                                                           | achterkant, achter                                                                         | monsi in sitelen pona           |                 |
| monsuta         | monster, fear, danger, scary                                                         | monster, angst, gevaar, eng                                                                | monsuta in sitelen pona         |                 |
| mu              | animal onomotopeia (moo, meow, etc.)                                                 | dier onomatopee (moe, miauw, enz.)                                                         | mu in sitelen pona              |                 |
| mun             | moon, night sky object                                                               | maan, object aan de nachtelijke hemel                                                      | mun in sitelen pona             |                 |
| musi            | fun, playing, game, recreation, art, entertainment                                   | leuk, spelen, spel, recreatie, kunst, vermaak                                              | musi in sitelen pona            |                 |
| mute            | many, very, much, several, a lot, abundant, numerous, more                           | veel, erg, veel, enkele, veel, overvloedig, talrijk, meer                                  | mute in sitelen pona            |                 |
| n               | um, hmm                                                                              | eh, hmm                                                                                    | n in sitelen pona               |                 |
| namako          | extra, additional, spice, season, embellish                                          | extra, aanvullend, kruid, seizoen, verfraaien                                              | namako in sitelen pona          |                 |
| namako          | extra, additional, spice, season, embellish                                          | extra, aanvullend, kruid, seizoen, verfraaien                                              | namako in sitelen pona          |                 |
| namako          | extra, additional, spice, season, embellish                                          | extra, aanvullend, kruid, seizoen, verfraaien                                              | namako in sitelen pona          |                 |
| nanpa           | number, ordinal indicator                                                            | getal, rangtelwoord                                                                        | nanpa in sitelen pona           |                 |
| nasa            | strange, silly, drunk, (nonstandard, proscribed) foolish, crazy                      | vreemd, dwaas, dronken, (niet standaard, afgekeurd) dwaas, gek                             | nasa in sitelen pona            |                 |
| nasin           | way, manner, custom, road, path, doctrine, system, method                            | manier, wijze, gewoonte, weg, pad, leer, systeem, methode                                  | nasin in sitelen pona           |                 |
| nena            | bump, hill, mountain, button, nose                                                   | bult, heuvel, berg, knop, neus                                                             | nena in sitelen pona            |                 |
| ni              | this, that                                                                           | dit, dat                                                                                   | ni in sitelen pona              |                 |
| nimi            | word, name                                                                           | woord, naam                                                                                | nimi in sitelen pona            |                 |
| noka            | leg, foot, organ of locomotion; base                                                 | been, voet, voortbewegingsorgaan; basis                                                    | noka in sitelen pona            |                 |
| o               | O! (vocative or imperative)                                                          | O! (vocatief of imperatief)                                                                | o in sitelen pona               |                 |
| oko             | eye                                                                                  | oog                                                                                        | oko in sitelen pona             |                 |
| olin            | love, respect                                                                        | liefde, respect                                                                            | olin in sitelen pona            |                 |
| ona             | he, she, it, they                                                                    | hij, zij, het, zij                                                                         | ona in sitelen pona             |                 |
| open            | open, begin                                                                          | openen, beginnen                                                                           | open in sitelen pona            |                 |
| pakala          | blunder, accident, mistake, destruction, damage, break                               | blunder, ongeluk, fout, vernietiging, schade, breken                                       | pakala in sitelen pona          |                 |
| pake            | (uncommon) stop, cease                                                               | (ongewoon) stoppen, ophouden                                                               | pake in sitelen pona            |                 |
| pali            | make, activity, work, deed, project                                                  | maken, activiteit, werk, daad, project                                                     | pali in sitelen pona            |                 |
| palisa          | long hard object (e.g. rod, stick, branch)                                           | lang hard voorwerp (bv. staaf, stok, tak)                                                  | palisa in sitelen pona          |                 |
| pan             | grain, cereal; bread, pasta                                                          | graan, ontbijtgranen; brood, pasta                                                         | pan in sitelen pona             |                 |
| pana            | give, put, send, place, release, emit                                                | geven, plaatsen, zenden, plaatsen, vrijgeven, uitstoten                                    | pana in sitelen pona            |                 |
| pasila          | (archaic, obscure) easy(zh)                                                          | (archaïsch, obscuur) makkelijk(zh)                                                         |                                 |                 |
| pata            | (archaic, obscure) sibling                                                           | (archaïsch, obscuur) broer/zus                                                             |                                 |                 |
| peta            | (archaic, obscure) green                                                             | (archaïsch, obscuur) groen                                                                 |                                 |                 |
| pi              | (modifier phrase marker)                                                             | (modifier zinsdeel marker)                                                                 | pi in sitelen pona              |                 |
| pilin           | feelings, emotion, heart                                                             | gevoelens, emotie, hart                                                                    | pilin in sitelen pona           |                 |
| pimeja          | black, dark, shadow                                                                  | zwart, donker, schaduw                                                                     | pimeja in sitelen pona          |                 |
| pini            | end, finish, stop, past                                                              | einde, afmaken, stoppen, verleden                                                          | pini in sitelen pona            |                 |
| pipi            | bug, insect                                                                          | insect, kever                                                                              | pipi in sitelen pona            |                 |
| po              | (archaic, obscure) four                                                              | (archaïsch, obscuur) vier                                                                  |                                 |                 |
| poka            | side, hip, next to, vicinity                                                         | zijde, heup, naast, nabijheid                                                              | poka in sitelen pona            |                 |
| poki            | container, box, bowl                                                                 | container, doos, kom                                                                       | poki in sitelen pona            |                 |
| pona            | good, simple, useful                                                                 | goed, eenvoudig, nuttig                                                                    | pona in sitelen pona            |                 |
| powe            | (uncommon) false, fake, deceptive                                                    | (ongewoon) vals, nep, misleidend                                                           |                                 |                 |
| pu              | relating to Toki Pona: The Language of Good                                          | betreffende Toki Pona: The Language of Good                                                | pu in sitelen pona              |                 |
| sama            | same, similar, equal, like                                                           | zelfde, vergelijkbaar, gelijk, zoals                                                       | sama in sitelen pona            |                 |
| seli            | fire, warmth, heat                                                                   | vuur, warmte, hitte                                                                        | seli in sitelen pona            |                 |
| selo            | outside, surface, skin, boundary                                                     | buiten, oppervlakte, huid, grens                                                           | selo in sitelen pona            |                 |
| seme            | what, which                                                                          | wat, welke                                                                                 | seme in sitelen pona            |                 |
| sewi            | high, up, above, sacred                                                              | hoog, omhoog, boven, heilig                                                                | sewi in sitelen pona            |                 |
| sewi            | high, up, above, sacred                                                              | hoog, omhoog, boven, heilig                                                                | sewi in sitelen pona            |                 |
| sijelo          | body, physical state, torso                                                          | lichaam, fysieke staat, torso                                                              | sijelo in sitelen pona          |                 |
| sike            | circle, wheel, ball, year                                                            | cirkel, wiel, bal, jaar                                                                    | sike in sitelen pona            |                 |
| san             | (archaic, unofficial) three, especially in senary base                               | (archaïsch, officieus) drie, vooral in senair basis                                        |                                 |                 |
| sin             | new, fresh, another                                                                  | nieuw, vers, een ander                                                                     | sin in sitelen pona             |                 |
| sina            | you                                                                                  | jij                                                                                        | sina in sitelen pona            |                 |
| sinpin          | front, wall, chest, face                                                             | voorkant, muur, borst, gezicht                                                             | sinpin in sitelen pona          |                 |
| sitelen         | picture, image, write, draw                                                          | afbeelding, beeld, schrijven, tekenen                                                      | sitelen in sitelen pona         |                 |
| soko            | mushroom, fungus                                                                     | paddestoel, schimmel                                                                       | soko in sitelen pona            |                 |
| sona            | know, information, wisdom                                                            | weten, informatie, wijsheid                                                                | sona in sitelen pona            |                 |
| soweli          | animal, (especially) land mammal                                                     | dier, (vooral) landzoogdier                                                                | soweli in sitelen pona          |                 |
| suli            | big, tall, long, important, adult                                                    | groot, lang, belangrijk, volwassen                                                         | suli in sitelen pona            |                 |
| suno            | sun, light                                                                           | zon, licht                                                                                 | suno in sitelen pona            |                 |
| supa            | horizontal supporting surface, platform, furniture, table, chair                     | horizontaal steunoppervlak, platform, meubilair, tafel, stoel                              | supa in sitelen pona            |                 |
| suwi            | sweet, cute, sugar                                                                   | zoet, schattig, suiker                                                                     | suwi in sitelen pona            |                 |
| tan             | from, because of, cause                                                              | van, door, oorzaak                                                                         | tan in sitelen pona             |                 |
| taso            | but, only                                                                            | maar, alleen                                                                               | taso in sitelen pona            |                 |
| tawa            | to, for, move, go                                                                    | naar, voor, bewegen, gaan                                                                  | tawa in sitelen pona            |                 |
| telo            | water, liquid, wet, wash, beverage                                                   | water, vloeistof, nat, wassen, drank                                                       | telo in sitelen pona            |                 |
| tenpo           | time, moment, period, situation                                                      | tijd, moment, periode, situatie                                                            | tenpo in sitelen pona           |                 |
| toki            | say, speech, language                                                                | zeggen, spraak, taal                                                                       | toki in sitelen pona            |                 |
| tomo            | house, building, room                                                                | huis, gebouw, kamer                                                                        | tomo in sitelen pona            |                 |
| tonsi           | non-binary                                                                           | niet-binair                                                                                | tonsi in sitelen pona           |                 |
| tu              | two, halve                                                                           | twee, halveren                                                                             | tu in sitelen pona              |                 |
| tuli            | (archaic, obscure) three                                                             | (archaïsch, obscuur) drie                                                                  |                                 |                 |
| unpa            | sex, sexual                                                                          | seks, seksueel                                                                             | unpa in sitelen pona            |                 |
| unu             | (rare) purple                                                                        | (zeldzaam) paars                                                                           |                                 |                 |
| uta             | mouth, lips, jaw, oral                                                               | mond, lippen, kaak, oraal                                                                  | uta in sitelen pona             |                 |
| utala           | conflict, battle, fight, compete                                                     | conflict, strijd, vechten, concurreren                                                     | utala in sitelen pona           |                 |
| walo            | white, light-colored                                                                 | wit, lichtgekleurd                                                                         | walo in sitelen pona            |                 |
| wan             | one, unique, unite                                                                   | een, uniek, verenigen                                                                      | wan in sitelen pona             |                 |
| waso            | bird, winged animal                                                                  | vogel, gevleugeld dier                                                                     | waso in sitelen pona            |                 |
| wawa            | strong, power, energy                                                                | sterk, macht, energie                                                                      | wawa in sitelen pona            |                 |
| weka            | away, absent, missing                                                                | weg, afwezig, ontbrekend                                                                   | weka in sitelen pona            |                 |
| wile            | want, need, desire, must                                                             | willen, nodig hebben, verlangen, moeten                                                    | wile in sitelen pona            |                 |